# Liste der Naturdenkmäler im Landkreis Wunsiedel im Fichtelgebirge
Die Liste der Naturdenkmäler im Landkreis Wunsiedel im Fichtelgebirge ist eine Übersicht über die Naturdenkmäler im Landkreis Wunsiedel im Fichtelgebirge.

## Liste der Naturdenkmäler im Landkreis Wunsiedel im Fichtelgebirge
| Gabelföhre                                                 | BW | 112.03-2 / ND-03766 | Arzberg Charakteristischer Flurbaum mit kulturhistorischer Bedeutung | ⊙   |       | 15. Dez. 1981 |
| 2 Heilquellen                                              | BW | 111.00-1 / ND-03410 | Bad Alexandersbad Gefasste Quellen | ⊙   | 0,05  | 7. Nov. 1994  |
| Siebenbrunn                                                | BW | 111.00-3 / ND-03744 | Bad Alexandersbad Magerrasen | ⊙   | 0,31  | 15. Apr. 1981 |
| Quelle an der Hainleite                                    | BW | 111.00-4 / ND-03418 | Bad Alexandersbad Natürlicher Quellaustritt, Quelltümpel | ⊙   | 0,05  | 7. Nov. 1994  |
| Wenderner Stein                                            |    | 111.01-1 / ND-03676 | Bad Alexandersbad Phyllitfels, 36 × 9 m, höchster Fels 15 m hoch | ⊙   | 0,242 | 25. Apr. 1938 |
| Rudolfstein                                                |    | 166.00-1 / ND-03727 | Bad Weißenstadt Die Gipfelgruppe wird von zehn separaten Felsburgen im Zinngranit gebildet. Im Steinbruch vom Rudolfstein wurden einige wichtige Mineralien der Pegmatit und miarolotischen Drusen gefunden. Südlich von Weißenstadt, auf dem H-Weg 3,3 km von Bad Weißenstadt. | ⊙   |       | 16. Juli 1979 |
| Schlageterfelsen (soll in „Mühlstein“ umbenannt werden)    | BW | F 12 / ND-03711     | Forstbetrieb Fichtelberg Auch Puttnersfelsen genannt. Felsbburg. Nach dem Widerstandskämpfer Leo Schlageter benannt, der hier 1943 erschossen wurde. Ca. 1 km südwestlich von Kleinwendern. | ⊙   |       | 25. Apr. 1938 |
| Püttnerfels                                                | BW | F 13 / ND-03712     | Forstbetrieb Fichtelberg | ⊙   | 12,56 | 25. Apr. 1938 |
| Großer Haberstein                                          |    | F 14 / ND-03713     | Forstbetrieb Fichtelberg Die imposante Felsburg aus Kosseine-Randgranit liegt inmitten eines Gipfel-Blockmeers. Zwischen Luisenburg und Kösseine. | ⊙   | 12,56 | 25. Apr. 1938 |
| Kleiner Haberstein                                         | BW | F 15 / ND-03714     | Forstbetrieb Fichtelberg Die zwei Felstürme im Kösseine-Randgranit zweigen Lagerklüftung und z. T. engständige steilstehende Kluftzonen. In der Nähe des Großen Habersteins. | ⊙   | 12,56 | 25. Apr. 1938 |
| Kleine Kösseine                                            |    | F 16 / ND-03579     | Forstbetrieb Fichtelberg Durch das rechtwinklige Kluftsystem erhält die Felsgruppe im Kösseine-Rangranit ein gemauert aussehendes Gefüge. Unterhalb der Großen Kösseine südöstlich von Tröstau. | ⊙   |       | 25. Apr. 1938 |
| Hoher Matzengipfel                                         |    | F 17 / ND-03578     | Forstbetrieb Fichtelberg Aufeinandertürmung ovalförmiger Felsen am Gipfel zwischen Tröstau und Nagel. | ⊙   |       | 25. Apr. 1938 |
| Steinbrüche „Fuchsbau“                                     | BW | F 18 / ND-03757     | Forstbetrieb Fichtelberg Abgebaut wurde hier der sog. Zinngranit, der wegen seines angenehm lichten Tons als Architekturstein geschätzt wurde. Westlich von Leupoldsdorf. | ⊙   | 3,3   | 20. Okt. 1981 |
| Görgelstein                                                | BW | F 21 / ND-03729     | Forstbetrieb Fichtelberg In einem Felslabyrinth mit großen Wollsäcken liegt die Girgelhöhle, die über einen Wanderweg mit Treppen durchquert werden kann. Nordwestlich von Nagel, am Höhenweg vom Silberhaus zur Hohen Matze. | ⊙   |       | 25. Apr. 1938 |
| Totenkopffelsen                                            | BW | F 22 / ND-03580     | Forstbetrieb Fichtelberg Die Felsformationen zwischen Silberhaus und Hoher Matze um Prinzenfelsen, Girgelhöhle und Totenkopffelsen | ⊙   |       | 25. Apr. 1938 |
| Ahornfelsen                                                |    | F 23 / ND-03715     | Forstbetrieb Fichtelberg Die Ahornfelsen stellen einen ausgedehnten Bereich mit Felsfreistellungen und Wollsackbildungen im Zinngranit dar. In der Nähe befindet sich die Ahornquelle. Nordöstlich von Neubau, unweit des Wanderwegs Parkplatz Seehaus. | ⊙   |       | 25. Apr. 1938 |
| Finkenstein                                                | BW | 126.01-1 / ND-03677 | Höchstädt im Fichtelgebirge Felsgruppe von leicht gefältelten Glimmerschiefer der Arzberger Serie, der in Granit eingelagert ist. Nördlich von Bernstein. | ⊙   | 3,14  | 25. Apr. 1938 |
| Alte Linde auf der Königsruhe mit den umgebenden Kastanien | BW | 127.00-1 / ND-03732 | Hohenberg an der Eger Im Wallgraben des Schlosses im Wirt-schaftsgarten der „Harmonie“ | ⊙   |       | 15. Nov. 1956 |
| Friedenseiche                                              | BW | 127.00-3 / ND-03678 | Hohenberg an der Eger „Gedenkbaum“ an Straßenabzwei-gung | ⊙   |       | 15. Nov. 1956 |
| Carolinenquelle                                            |    | 127.00-4 / ND-03411 | Hohenberg an der Eger Eisenhaltiger, sehr gesundheitsfördernder Säuerling. Östlich von Hohenberg im Egertal am Fuß des Burgbergs. | ⊙   | 0,05  | 7. Nov. 1994  |
| Schlossberg                                                | BW | 127.01-1 / ND-03679 | Hohenberg an der Eger Basaltkegel mit Burg und Magerrasen sowie ehem. Steinbruch | ⊙   |       | 15. Nov. 1956 |
| Stadtteich                                                 |    | 129.00-1 / ND-03680 | Kirchenlamitz Teich mit Insel und befestigten Ufern, Parkanlage | ⊙   | 0,80  | 25. Apr. 1938 |
| Quelltümpel am Galgenberg                                  | BW | 129.00-2 / ND-03458 | Kirchenlamitz Extensives Grü-land, Quelltümpel, alte Linde | ⊙   | 0,05  | 7. Nov. 1994  |
| Übergangsmoor Hirschloh                                    | BW | 129.03-1 / ND-03859 | Kirchenlamitz Zeugnis des früheren Torfabbaus. Lebensraum für seltene Pflanzen und Tiere. An der Straße Niederlamitz-Großwendern. | ⊙   | 3,8   | 18. Apr. 1983 |
| Buchenberg                                                 |    | 129.04-1 / ND-03682 | Kirchenlamitz Buchenbestand gemischt mit Fichten | ⊙   | 22    | 25. Apr. 1938 |
| Lamitzbrunnen                                              |    | 129.06-1 / ND-03472 | Kirchenlamitz Gefasste Quelle im Wald | ⊙   | 0,19  | 7. Nov. 1994  |
| Opferstein                                                 | BW | 135.00-1 / ND-03683 | Marktleuthen Felsgebilde in Parkanlage | ⊙   |       | 25. Apr. 1938 |
| Feuchtgebiet „Neudorfer Mühle“                             | BW | 135.00-2 / ND-03735 | Marktleuthen Am Egerdurchbruch durch das Kühbergmassiv bei der Neudorfer Mühle, westlich von Marktleuthen. | ⊙   | 0,368 | 28. Feb. 1980 |
| Feuchtgebiet „Brünnlas“                                    | BW | 135.01-1 / ND-03681 | Marktleuthen Übergangsmoor | ⊙   | 3,19  | 16. Jan. 1979 |
| 24-Örter-Stein                                             | BW | 136.00-1 / ND-03684 | Marktredwitz Gehölzbewachsene Kuppe mit einzelnen Felsen, vor 100 Jahren stand dort ein hölzerner Aussichtsturm | ⊙   |       | 25. Apr. 1938 |
| Der Hohe Bühl                                              | BW | 136.07-1 / ND-03686 | Marktredwitz Gehölzbewachsene Kuppe an der B 15/B 303 mit Redwitzitaufschluss | ⊙   |       | 25. Apr. 1938 |
| Feuchtgebiet „Hart“                                        | BW | 136.09-1 / ND-03745 | Marktredwitz Vorkommen seltener Pflanzen. Nordöstlich von Oberthölau. | ⊙   | 4,65  | 25. Jan. 1982 |
| Nageler Weiher                                             |    | 138.00-1 / ND-03577 | Nagel Ehemaliger Mühlweiher, ältester im Fichtelgebirge. | ⊙   |       | 25. Apr. 1938 |
| „Felsl“ am Schirndinger Pass                               | BW | 147.00-1 / ND-03750 | Schirnding Ca. 30 m lange Felsnase, kulturhistorisch interessanter Punkt | ⊙   | 1,027 | 30. Jan. 1981 |
| Basaltbruchwand am Wartberg                                | BW | 152.04-1 / ND-03691 | Selb Tiefer - bis 25 Meter - wassergefüllter ehemaliger Steinbuch. Im Porphyrgranit erschließt sich an der NO-Wand ein dünner Basaltgang, ebenso am südlichen Wartbergsteinbruch. Nördlicher Wartberg östlich Längenau. | ⊙   |       | 15. Nov. 1956 |
| 1 Zwergföhre                                               | BW | 152.04-2 / ND-03692 | Selb Kulturhistorisch interessante Gabelföhre oder Hutungszeugnis | ⊙   |       | 15. Nov. 1956 |
| 1 Ahorn                                                    | BW | 152.04-3 / ND-03693 | Selb Vielstämmiger Bergahorn auf Wegböschung | ⊙   |       | 15. Nov. 1956 |
| Weißenhöhe                                                 | BW | 152.07-1 / ND-03696 | Selb Anhöhe aus Kalksilikatfelsen, mit Gehölzen bewachsen, ortsbildprägend (mit Kriegerdenkmal) | ⊙   |       | 15. Nov. 1956 |
| Felsgruppe „Kimme“                                         | BW | 152.09-2 / ND-03697 | Selb Findlingsgruppe mit landschaftsprägenden Gehölzen | ⊙   |       | 15. Nov. 1956 |
| Hangquelle westlich von Spielberg                          | BW | 152.10-3 / ND-03474 | Selb Natürlicher Quellaustritt | ⊙   | 0,05  | 7. Nov. 1994  |
| Große Buche                                                | BW | 152.13-1 / ND-03699 | Selb Mächtige, ortsbildprägende Buche | ⊙   |       | 15. Nov. 1956 |
| Granitfelsgruppe                                           | BW | F 32 / ND-03716     | Forstbetrieb Selb | ⊙   |       | 25. Apr. 1938 |
| Hetschlarfelsen                                            | BW | F 33 / ND-03717     | Forstbetrieb Selb Felsen mit Steinbruch - Die lockere Felsgruppe im Kerngranit weist eine nach Norden einfallende, enge Lagerklüftung auf. In verwitterten Bereichen sind Pfannkuchenstapel und Turmfelsen entstanden. Der Felsbereich geht unmittelbar in einen aufgelassenen Steinbruch über. Westlich von Kirchenlamitz, Luftlinie auf ca. halben Weg zwischen Epprechtstein und Lamitzquelle. | ⊙   |       | 25. Apr. 1938 |
| Zellerfels                                                 |    | F 34 / ND-03719     | Forstbetrieb Selb Der Zellerfels stellt eine frei stehende Felsburg im Kerngranit dar. Auffällig ist eine nach Süden einfallende Lagerklüftung, die dickbauchige Stufen entstehen ließ. Nordwestlich Von Ruppertsgrün, links der öffentlichen Forststraße Zell-Saalequelle-Ruppertsgrün-Weißenstadt.                                                                                              | ⊙   | 0,78  | 25. Apr. 1938 |
| Napoleonshut                                               | BW | F 35 / ND-03720     | Forstbetrieb Selb Einzelner Granitfels in Form eines Dreispitzes am Touristensteig, gespalten, Ausschluss der Granitgewinnung | ⊙   |       | 25. Apr. 1938 |
| Drei Brüder                                                |    | F 36 / ND-03721     | Forstbetrieb Selb Drei eng benachbarte Felstürme im Zinngranit bilden die Drei-Brüder-Felsen. Die Lagerklüftung ist hier in eindrucksvoller Weise herausgewittert. Süd-süd-östlich von Weißenhaid, ca. 4 km auf dem H-Weg ab Weißenstadt. | ⊙   |       | 25. Apr. 1938 |
| Weißer Fels                                                |    | F 37                | Forstbetrieb Selb Mächtiger, höherwertiger Granitfelsen von auffallend weißer Farbe | ??? | 3,14  | 25. Apr. 1938 |
| Egerquelle                                                 |    | F 38 / ND-03471     | Forstbetrieb Selb Bereits 1750 gar es eine erste provisorische Quellfassung. Auf Veranlassung der Stadt Eger (Cheb) erfolgte 1923 die neue Einfassung, die durch die Grasyma AG Wunsiedel ausgeführt wurde. Offizielle Einweihung war Pfingsten 1924. Beim Parkplatz an der Straße Weißenstadt-Bischofsgrün.                                                                                      | ⊙   | 0,19  | 7. Nov. 1994  |
| Gipfel des Epprechtsteins                                  |    | F 39 / ND-03722     | Forstbetrieb Selb Der Epprechtstein ist für seinen Reichtum an pneumatolytisch-pegamtitischen Mineralbildungen bekannt. Auf Querklüften und Miarolbildungen kommen hier u. a. Turmalin, Topas, Apatit und Fluorit vor. Nordwestlich vom Vorderen Buchhaus, auf dem N-Weg. | ⊙   |       | 25. Apr. 1938 |
| Röslauquelle                                               |    | F 3-10 / ND-03459   | Forstbetrieb Selb Am steilen Ostabfall des Schneebergs, westlich von Vordorfermühle. | ⊙   | 0,19  | 7. Nov. 1994  |
| 100-jähriger Eichenbestand                                 | BW | F 41 / ND-03723     | Forstbetrieb Selb An der Straße Selb – Hohenberg a. d. Eger, hinter dem Gasthof „Eichenwald“, 150 m entlang des Weges Silberbach-Wellerthal, Eichen und Buchen | ⊙   | 0,3   | 15. Nov. 1956 |
| Laubholzbestand                                            | BW | F 42 / ND-03724     | Forstbetrieb Selb Am Weg Silberbach – Häusellohe, sw. Spitze der Abt. Forstbrunnen, Fichtenbestand, Bu-chenunterstand | ⊙   | 0,06  | 15. Nov. 1956 |
| Kleiner Hengstbergkopf                                     | BW | F 44 / ND-03725     | Forstbetrieb Selb Granitsteine, die einen ovalen Kranz bilden. Vermutlich mittelalterlicher Burgstall oder Befestigungsanlage aus vor- oder frühgeschichtlicher Zeit. Südöstlich von Selb-Silberbach. | ⊙   |       | 15. Nov. 1956 |
| Schüsselstein                                              | BW | F 45 / ND-03726     | Forstbetrieb Selb Mächtige Granitfelsengruppe, auf dem oberen Felsen zwei ovale, beckenförmige Vertiefungen mit den Ausmaßen 150 × 100 cm und 80 × 60 cm, stellenweise bis 30 cm tief. Möglicherweise alte Kultstätte, da händische Nachbearbeitung. Nordwestlich des Ortsteils Sommerhau, gleich nach Eintritt in den Hochwald.                                                                  | ⊙   |       | 15. Nov. 1956 |
| Basaltkuppen am Steinberg                                  | BW | F 47 / ND-03730     | Forstbetrieb Selb Kinde, Buche, Ahorn, Lärche, Fichte, Basaltfelsen | ⊙   | 13    | 20. Aug. 1998 |
| Hohe Warte                                                 |    | 158.00-1 / ND-03700 | Thiersheim Bewaldeter Hügel mit besteigbarem Hochwasserbehälter als Aussichtspunkt | ⊙   |       | 25. Apr. 1938 |
| 5 Kastanienbäume                                           | BW | 158.00-2 / ND-03701 | Thiersheim Straßenbegleitgrün | ⊙   |       | 29. Nov. 1978 |
| Eisensäuerling                                             | BW | 158.02-1 / ND-03412 | Thiersheim Schutzbereich 25 Meter um den Quellaustritt | ⊙   | 0,19  | 7. Nov. 1994  |
| Steinbruch „Stemmaser Bühl“                                | BW | 158.03-1 / ND-03690 | Thiersheim Ehemaliger Steinbruch im Marmorzug (mit im Landkreis seltenen Pflanzen) | ⊙   | 1,357 | 13. Dez. 1978 |
| Trockenrasen am Loosberg                                   | BW | 161.00-1 / ND-03740 | Tröstau Magerrasen | ⊙   | 0,50  | 7. Jan. 1980  |
| „Im Riß“ Bergwerksrest                                     | BW | 161.02-1            | Tröstau Früher Eisenglanz im Grus gewonnen | ⊙   |       | 25. Apr. 1938 |
| Gottesgabe                                                 | BW | ND-03707            | Wunsiedel Uraltes Zinn- und Goldbergwerk | ⊙   |       |               |
| Gabelmannslinde                                            | BW | 169.00-1 / ND-03702 | Wunsiedel Neben Brunnen | ⊙   |       | 25. Apr. 1938 |
| 1 Buche am Wildenberg                                      | BW | 169.00-2 / ND-03705 | Wunsiedel Südwestlich des Stadtwaldes Wildenberg | ⊙   |       | 25. Apr. 1938 |
| Katharinenberg                                             |    | 169.00-5 / ND-03706 | Wunsiedel Berg aus Phyllit (618 m), artenreicher Bestand an Bäumen, Sträuchern und Halbsträuchern, Standort seltener Kräuter. Am südlichen Ortsrand von Wunsiedel. | ⊙   |       | 25. Apr. 1938 |
| Der Burgstein                                              |    | 169.00-6 / ND-03710 | Wunsiedel Höchster Punkt des Luisenburgzuges | ⊙   | 12,56 | 25. Apr. 1938 |
| „Die Bürg“ Birkenbestand an der Kirche Schönbrunn          | BW | 169.04-2 / ND-03708 | Wunsiedel Burgstall westlich der Kirche von Schönbrunn | ⊙   |       | 25. Apr. 1938 |
| „Käpple“ Wäldchen am Schönbrunner Berg                     | BW | 169.04-3 / ND-03709 | Wunsiedel Am Gipfel des Schönbrunner Berges | ⊙   |       | 25. Apr. 1938 |
| Röslatal (Erlen- und Weidengruppen)                        |    |                     | Wunsiedel | ??? |       |               |
| Legende für Naturdenkmal                                   |    |                     | |     |       |               |